# 小頓別駅

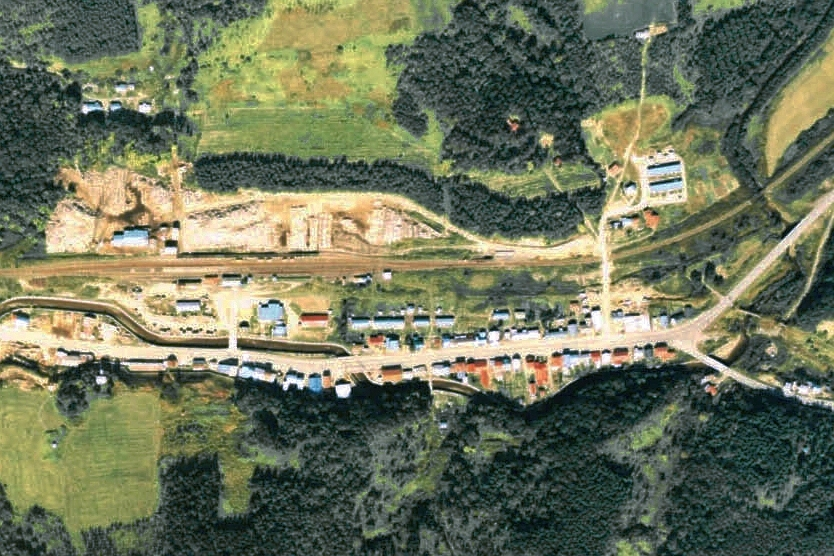
1977年の小頓別駅と周囲約500m×750m範囲。右が中頓別方面。駅舎を中心に千鳥状の単式ホーム2面2線と駅舎横音威子府側の貨物ホームに引込み線が2本、駅裏に2本の貨物用の副本線を持つ。駅裏には広いストックヤードが広がり、沢山の木材が野積みされている。駅前右横の草生した広いヤードには、この写真の6年前に廃線となった歌登町営軌道の駅前の乗降場の他、貨物線、転車台及び車庫等があったが、既に撤去されている。写真右側の踏切付近から天北線が右上へ向かうが、歌登町営軌道は国道275 号線の下を通って橋梁を渡り、右方先のトンネルを潜って毛登別へ向かっていた。また、トンネルが出来る以前は天北線に沿って少し北上してから国道を横切り、国道沿いに岩手地区まで北上してから東へ方向を変えて迂回路の峠へ向かっていた。それぞれの軌道跡が右端に見える。

小頓別駅（しょうとんべつえき）は、北海道（宗谷支庁）枝幸郡中頓別町字小頓別にかつて存在した、北海道旅客鉄道（JR北海道）天北線の駅（廃駅）である。電報略号はトン。事務管理コードは▲121902。

## 歴史
木材や紙パルプの発送駅として栄え、道北一の規模と評される貯木場を構えていた。1963年（昭和38年）にはパルプ材7万トンを発送した。
また、国鉄線がない歌登町（現：枝幸町歌登）への玄関口の役割も担っていた。このため、急行「天北」の停車駅であった。

### 年表
- 1914年（大正3年）11月7日 - 鉄道院宗谷線の音威子府駅 - 当駅間開通に伴い開業（一般駅）[6]。
- 1916年（大正5年）10月1日 - 宗谷線の当駅 - 中頓別駅間延伸開通に伴い、中間駅となる[7]。
- 1919年（大正8年）10月20日 - 路線名を宗谷本線に改称し、それに伴い同線の駅となる[7]。
- 1929年（昭和4年）12月1日 - 歌登村営軌道の当駅 - 上幌別六線（歌登）間開業[8]。
- 1930年（昭和5年）4月1日 - 音威子府駅 - 稚内駅間を宗谷本線から削除し路線名を北見線に改称、それに伴い同線の駅となる[7]。
- 1949年（昭和24年）6月1日 - 公共企業体である日本国有鉄道に移管。
- 1961年（昭和36年）4月1日 - 路線名を天北線に改称、それに伴い同線の駅となる[7]。
- 1970年（昭和45年）11月1日 - 歌登町営軌道が運行停止[9]（廃止は1971年5月29日[10]）。
- 1982年（昭和57年）6月1日 - 貨物の取り扱いを廃止[1]。
- 1984年（昭和59年）2月1日 - 荷物の取り扱いを廃止[1]。
- 1987年（昭和62年）4月1日 - 国鉄分割民営化により、北海道旅客鉄道（JR北海道）の駅となる[1][7]。
- 1989年（平成元年）5月1日 - 天北線の全線廃止に伴い、廃駅となる[7]。

### 駅名の由来
開業当時の所在地名は「枝幸郡枝幸村字頓別村」であったが、植民区画の際に種々の冠字が付されていた。当地は「小」が冠されており、駅名はそれを採用した。

## 駅構造
廃止時点で、2面2線の単式ホームを有する地上駅であった。ホームが千鳥式に配置された、列車交換可能な交換駅であった。互いのホームは、駅舎側ホーム西側と対向ホーム東側を結んだ構内踏切で連絡した。駅舎側ホーム（南側）が上り線、対向ホーム（北側）が下り線となっていた。その他、上り線の音威子府方から分岐し上り線ホームはす向かいの貨物ホームへの貨物側線を1線、本線の音威子府方から分岐し下り線の外側への貨物側線を2線有していた。かつては豊富な林産資源を背景に多くの側線を有したが、末期にはその多くは撤去されていた。また、1983年（昭和58年）時点で、転轍機が撤去された専用線が残存していた。
職員配置駅となっており、駅舎は構内の南側に位置し、両ホームとは通路及び構内踏切で連絡した。
1970年（昭和45年）までは、北海道開拓のため建設された殖民軌道の一つであった歌登町営軌道が接続していたが、路線の一部区間が重複する美幸線未成区間建設促進のため廃止された。
急行「天北」の停車は歌登・枝幸方面へ向かう乗客の便宜を図ったもので、駅前からは枝幸発着の宗谷バスが連絡していた。

## 利用状況
乗車人員の推移は以下のとおり。年間の値のみ判明している年については、当該年度の日数で除した値を括弧書きで1日平均欄に示す。乗降人員のみが判明している場合は、1/2した値を括弧書きで記した。

### 国鉄
| 年度               | 乗車人員 | 乗車人員 | 出典   | 備考                    |
| 年度               | 年間     | 1日平均  | 出典   | 備考                    |
| ------------------ | -------- | -------- | ------ | ----------------------- |
| 1921年（大正10年） |          | 63       | [ 14 ] |                         |
| 1935年（昭和10年） |          | 80       | [ 14 ] |                         |
| 1953年（昭和28年） |          | 133      | [ 14 ] |                         |
| 1978年（昭和53年） |          | 83       | [ 5 ]  |                         |
| 1981年（昭和56年） |          | (38.5)   | [ 13 ] | 1日当たり乗降客数は67人 |

### 歌登町営軌道
| 年度               | 乗車人員 | 乗車人員 | 出典   | 備考 |
| 年度               | 年間     | 1日平均  | 出典   | 備考 |
| ------------------ | -------- | -------- | ------ | ---- |
| 1935年（昭和10年） |          | 23       | [ 14 ] |      |
| 1953年（昭和28年） |          | 18       | [ 14 ] |      |

## 駅周辺
小市街を形成している。1980年（昭和55年）ごろでも500人程度の人口であったが、製材会社4社が位置する木材の街であった。
旧丹波屋旅館（2000年、登録有形文化財に登録）がかつての繁栄の痕跡として残る。
- 北海道道400号小頓別停車場線
- 北海道道12号枝幸音威子府線
- 国道275号（頓別国道）
- 小頓別郵便局
- 天北峠 - 駅から南西に約2.3km[13]。
- 頓別川 - 駅の南[13]。
- 小頓別川
- 宗谷バス「小頓別」バス停留所：天北宗谷岬線、都市間バス

## 駅跡

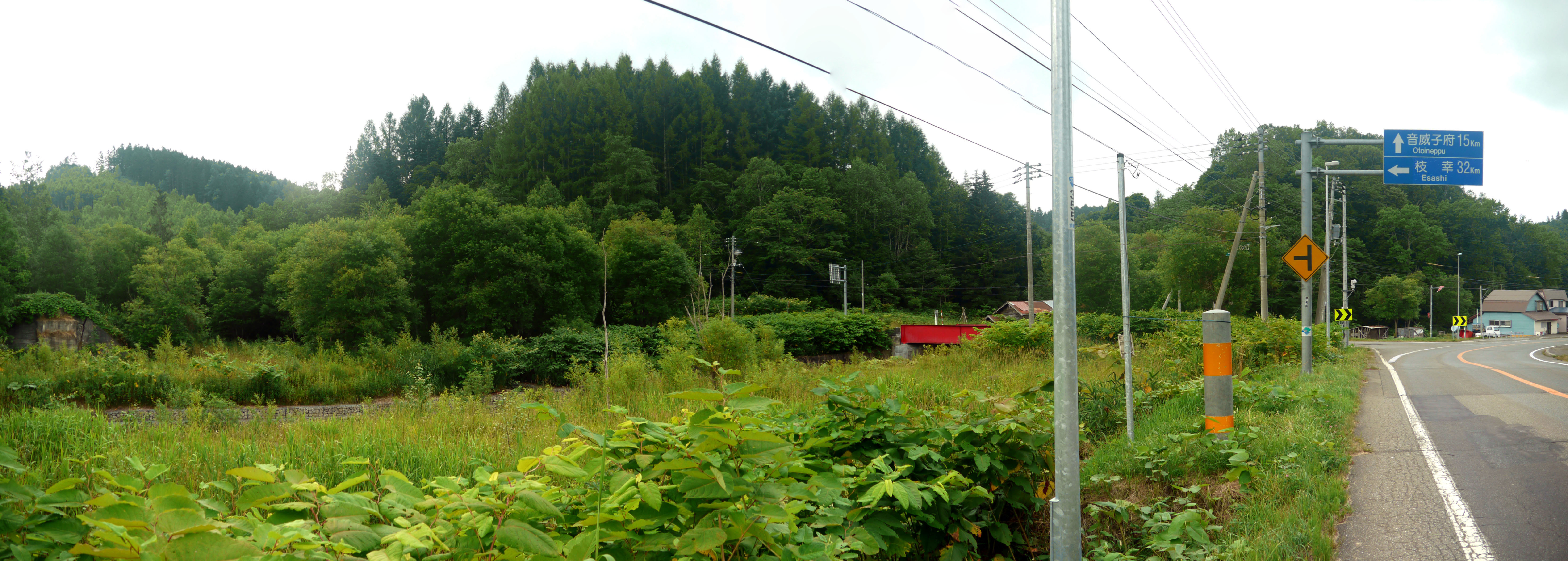
小頓別駅跡地 (2011年8月6日)

1997年（平成9年）時点ではバスターミナルとなっており、貯炭場らしきコンクリートの遺物も残存していた。2010年（平成22年）時点でも引き続きバスターミナルであった。ロータリーとなっており、宗谷バスが方向転換に使用している。また、駅跡周辺の線路跡は頓別川の改修工事による流路変更のため、川や河川敷地となった。
また2011年（平成23年）時点では、駅跡から南稚内方に行った所に「長屋沢川橋梁」が残存していた。

## 隣の駅
北海道旅客鉄道
天北線
（臨）上音威子府駅 - 小頓別駅 - 上頓別駅
かつて上音威子府駅と当駅との間に天北栄仮乗降場（てんぽくざかえかりじょうこうじょう）が存在した（開業年月日不詳（1956年（昭和31年）11月19日には存在していた）、1965年（昭和40年）10月（日付不詳）廃止）。